# Cathy Hopkins
Cathy Hopkins (Manchester, 1953. január 23. –) angol írónő, legismertebb magyar nyelvű munkái a Cinnamon Girl sorozat egyes kötetei.

## Korai évek
Szülei Clare és Wilfred Hopkins. Apja Wilfred számos önéletrajzi munkát jegyzett Bill Hopkins néven. Munkái magyar nyelven nem jelentek meg, címei a következők: Our Kid, Kate's Story, High Hopes, Going Places, Anything Goes, Whatever Next!. Könyveiben feleségét, Clare-t Laurának hívja, Cathy-t pedig Lucy-nek. Az ifjú Cathy tizenegy éves koráig Kenyában élt. Tizennyolc éves korában visszaköltöztek Afrikából és Cathy a manchesteri Művészeti Főiskolán kezdett el tanulni. Az iskolát egy év múlva abbahagyta és beállt a Driving Rock and the Rockettes nevű rockbandába. Jobbára helyi főiskolákban léptek fel, olyan bandák előzenekaraként mint a Wizard vagy a The Average White Band.
Mielőtt visszatért a főiskolára foglalkoztató-terapeutaként is dolgozott egy kórházban. A főiskolán összehasonlító vallástudományban szerzett fokozatot. Az írással 1986-ban kezdett el foglalkozni, mellette kiegészítésképpen aromaterapeutaként dolgozott.

## Könyvei
Harminc országban eddig 49 könyve jelent meg. Ezek közé tartozik a Mates, Dates (Lányok, randik) sorozat és a Cinnamon Girl (Kiadó: Ekren Könyvkiadó) sorozat is. Művei közé tartozik még a Truth or Dare, Kiss or Promise, Zodiac Girls sorozat. Jelenleg új sorozaton dolgozik, a címe Million Dollar Mates.

### Cinnamon Girl sorozat
- Cinnamon Girl: Út a Paradicsomba (2010)
- Cinnamon Girl: Újrakezdés (2010)
- Cinnamon Girl: Looking for a Hero
- Cinnamon Girl: Expecting to Fly

## Magyarul
- Aromaterápia; ford. Erdő Orsolya, Alexandra, Pécs, 1997 (Amit mindig is tudni szeretett volna)
- Férfivadászat. Lányok, így megy ez a játék; Animus, Bp., 1998
- Nővadászat. Hogyan legyél még ügyesebb?; Animus, Bp., 1998
- Két szerelem között. 69 tipp szabadoknak; ford. Tóth Tamás Boldizsár; Animus, Bp., 1999
- Szerelem életfogytig. Mit tegyél, hogy örökké tartson; ford. Tóth Tamás Boldizsár; Animus, Bp., 1999
- Cathy Hopkins–Kay Burley: Hurrá, terhes vagyok! Mítosz és valóság az áldott állapotról; ford. Németh Anikó; Bastei Budapest, Bp., 2000
- Lányok, randik, trendi cuccok; ford. E. Gábor Éva; Ciceró, Bp., 2003 (Tök jó könyvek)
- Lányok, randik, kozmikus csókok; ford. E. Gábor Éva; Ciceró, Bp., 2004 (Tök jó könyvek)
- Lányok, randik és Portobello hercegnői; ford. E. Gábor Éva; Ciceró, Bp., 2005 (Tök jó könyvek)
- Újrakezdés; ford. Farkas Veronika, Ekren, Bp., 2010 (Cinnamon girl sorozat)
- Hős kerestetik; ford. Farkas Veronika; Ekren, Bp., 2010 (Cinnamon girl sorozat)
- Repülésre készen; ford. Farkas Veronika; Ekren, Bp., 2010 (Cinnamon girl sorozat)
- Út a paradicsomba; ford. Farkas Veronika; Ekren, Bp., 2010 (Cinnamon girl sorozat)